# Brachiaria mutica
Brachiaria mutica är en gräsart som först beskrevs av Peter Forsskål, och fick sitt nu gällande namn av Otto Stapf. Brachiaria mutica ingår i släktet Brachiaria och familjen gräs. Inga underarter finns listade i Catalogue of Life.